# Exército Popular de Libertação

O Exército Popular de Libertação foi criado em 1967 por dissidentes maoístas das Forças Armadas Revolucionárias da Colômbia (FARC), aliando-se ao Exército de Libertação Nacional (ELN) e o Movimento 19 de Abril, fundado nos anos de 1970. Iniciou suas ações militares em 1968, atuando principalmente na Antioquia (nas regiões de Urabá e Bajo Cauca), nos departamentos de Córdoba e Sucre e na região de Magdalena Medio. O ELP era considerado o terceiro grupo guerrilheiro colombiano em tamanho, atrás das FARC e ELN. Se desmobilizou em 1991, mas cerca de 20% de seus integrantes se mantiveram.
Segundo várias fontes, uma pequena facção do grupo guerrilheiro segue ativa em forma de milícias que operam conjuntamente com outras guerrilhas como as FARC e o Exército de Libertação Nacional.
Segundo uma informação publicada pela Força Aérea da Colômbia e afirmada pela Divisão do Exército da Colômbia, a EPL desapareceu no departamento da Antioquia como uma guerrilha rural no ano de 1996, mas continua com milícias em zonas urbanas como Medellín. Ela realiza algumas ações em conjunto com a guerrilha das FARC, como aconteceu na realizada em Hacarí. Em 2006 contava com três frentes que agrupavam, aproximadamente 200 combatentes.